# Свольна
Сво́льна (Сволка, Сволна; бел. Сво́льна) — река в Псковской области России и Витебской области Белоруссии, правый приток реки Дриссы (бассейн Западной Двины).
Длина 99 км. Площадь бассейна 1510 км². Расход воды в устье 11,7 м³/с. Средний уклон водной поверхности 0,2 м/км.

## Гидрография
Вытекает из озера Нечерица (Себежский район), течёт по Полоцкой низменности (длина в Белоруссии 93 км) по границе Россонского и Верхнедвинского районов, среднее и нижнее течение — в Верхнедвинском районе, устье напротив деревни Тясты, которая находится на левом берегу Дриссы. Верхнее и среднее течение реки проходит в лесистой местности. Течёт сквозь озёра Лисно и Бузянка.
Высота истока — 125,3 м над уровнем моря. Высота устья — 102,6 м над уровнем моря.
Долина преимущественно трапециевидная, ширина в верхнем и среднем течении 0,4—0,6 км, в нижнем 0,8—1,5 км. Пойма прерывистая. Русло извилистое, местами сильно извилистое, ширина 18—20 м. Замерзает в середине декабря, ледоход в начале апреля.
Основные притоки
Правые: Тень, Пижевка, Мошница, Водьга;
Левые: Ужинец, Нечерская, Лонница, Ласкаговка, Рудня, Лешня.